# Ochraethes viridiventris
Ochraethes viridiventris är en skalbaggsart som först beskrevs av Louis Alexandre Auguste Chevrolat 1860.  Ochraethes viridiventris ingår i släktet Ochraethes och familjen långhorningar. Inga underarter finns listade i Catalogue of Life.